# Kanton Habsheim

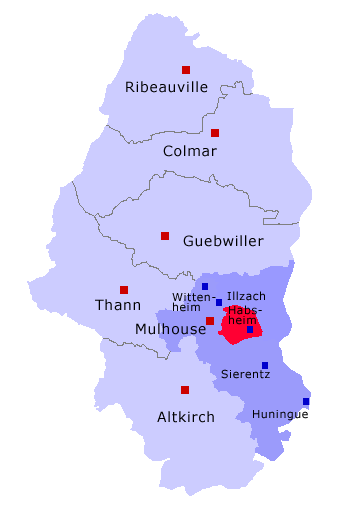
Lage des Kantons Habsheim im Arrondissement Mulhouse und im Département Haut-Rhin

Der Kanton Habsheim war von 1790 bis 2015 ein französischer Wahlkreis im Arrondissement Mulhouse, im Département Haut-Rhin und in der Region Elsass.

## Geschichte
Der Kanton wurde am 4. März 1790 im Zuge der Einrichtung der Départements als Teil des damaligen „Distrikts Altkirch“ gegründet. Mit der Gründung der Arrondissements am 17. Februar 1800 wurde der Kanton als Teil des damaligen Arrondissements Altkirch neu zugeschnitten. Ab 1857 wurde daraus das Arrondissement Mulhouse. Von 1871 bis 1919 war das Gebiet Teil des damaligen Kreises Mülhausen, zu dem es keine weitere Untergliederung gab. Am 28. Juni 1919 wurde der Kanton Teil des (neuen) Arrondissements Mulhouse. Am 22. März 2015 wurde der Kanton aufgelöst.

## Gemeinden
- Eschentzwiller (1518 Einwohner)
- Habsheim (4881)
- Riedisheim (11.962)
- Rixheim (13.750)
- Zimmersheim (1090)